# Fontenouilles
Fontenouilles és un municipi francès, situat al departament del Yonne i a la regió de Borgonya - Franc Comtat. L'any 2007 tenia 204 habitants.

## Demografia

### Població
El 2007 la població de fet de Fontenouilles era de 204 persones. Hi havia 94 famílies, de les quals 32 eren unipersonals (12 homes vivint sols i 20 dones vivint soles), 31 parelles sense fills, 27 parelles amb fills i 4 famílies monoparentals amb fills.
La població ha evolucionat segons el següent gràfic:
Habitants censats

### Habitatges
El 2007 hi havia 151 habitatges, 92 eren l'habitatge principal de la família, 50 eren segones residències i 9 estaven desocupats. Tots els 147 habitatges eren cases. Dels 92 habitatges principals, 76 estaven ocupats pels seus propietaris, 15 estaven llogats i ocupats pels llogaters i 1 estava cedit a títol gratuït; 1 tenia una cambra, 3 en tenien dues, 22 en tenien tres, 31 en tenien quatre i 34 en tenien cinc o més. 67 habitatges disposaven pel capbaix d'una plaça de pàrquing. A 47 habitatges hi havia un automòbil i a 33 n'hi havia dos o més.

### Piràmide de població
La piràmide de població per edats i sexe el 2009 era:
| Homes | Edats   | Dones |
| ----- | ------- | ----- |
| 0     | 95 o +  | 0     |
| 0     | 90 a 94 | 0     |
| 4     | 85 a 89 | 4     |
| 0     | 80 a 84 | 0     |
| 4     | 75 a 79 | 8     |
| 8     | 70 a 74 | 8     |
| 4     | 65 a 69 | 0     |
| 16    | 60 a 64 | 12    |
| 0     | 55 a 59 | 8     |
| 4     | 50 a 54 | 4     |
| 8     | 45 a 49 | 12    |
| 12    | 40 a 44 | 8     |
| 8     | 35 a 39 | 8     |
| 4     | 30 a 34 | 4     |
| 8     | 25 a 29 | 4     |
| 0     | 20 a 24 | 0     |
| 24    | 15 a 19 | 8     |
| 4     | 10 a 14 | 16    |
| 4     | 5 a 9   | 4     |
| 8     | 0 a 4   | 0     |

## Economia
El 2007 la població en edat de treballar era de 122 persones, 88 eren actives i 34 eren inactives. De les 88 persones actives 80 estaven ocupades (43 homes i 37 dones) i 8 estaven aturades (1 home i 7 dones). De les 34 persones inactives 18 estaven jubilades, 5 estaven estudiant i 11 estaven classificades com a «altres inactius».

### Ingressos
El 2009 a Fontenouilles hi havia 104 unitats fiscals que integraven 237 persones, la mediana anual d'ingressos fiscals per persona era de 15.564 €.

### Activitats econòmiques
Dels 8 establiments que hi havia el 2007, 1 era d'una empresa de fabricació d'altres productes industrials, 2 d'empreses de construcció, 2 d'empreses de comerç i reparació d'automòbils, 1 d'una empresa d'hostatgeria i restauració, 1 d'una empresa de serveis i 1 d'una empresa classificada com a «altres activitats de serveis».
Dels 4 establiments de servei als particulars que hi havia el 2009, 1 era una funerària, 1 paleta, 1 lampisteria i 1 restaurant.
L'any 2000 a Fontenouilles hi havia 12 explotacions agrícoles que ocupaven un total de 1.215 hectàrees.

## Poblacions més properes
El següent diagrama mostra les poblacions més properes.